# Onni Högnabba
Onni Sämund Högnabba, född 10 mars 1926, död 6 oktober 1999 i Terjärv i byn Högnabba, var en finlandssvensk bygdespelman som spelade fiol. Han har bland annat komponerat Smedaspolkan, Peckassjöns vågor, valsen Sjöbris, Sommarvals, Vals från Högnabba.